# Thomas Partey
Thomas Teye Partey (ur. 13 czerwca 1993 w Odumase Krobo) – ghański piłkarz występujący na pozycji pomocnika w angielskim klubie Villarreal oraz w reprezentacji Ghany.

## Kariera klubowa

### Atletico Madryt
Partey zaczynał karierę w młodzieżówce Odometah FC jednak zdecydował się podpisać kontrakt z Atletico w 2011 roku. Do rezerw został przeniesiony rok później. 10 marca 2013 roku Thomas został powołany na mecz z Realem Sociedad, ale w nim nie wystąpił, a Atletico przegrało 0:1.
12 lipca 2013 roku Partey został wypożyczony do RCD Mallorca, które wtedy grało w Segunda División. Sezon w Mallorce zakończył z 37 występami i pięcioma bramkami. 27 lipca 2014 roku znowu został wypożyczony, ale do Almerii, która grała w Primera División.
Po powrocie z Almerii dołączył do pierwszej drużyny rojiblancos. Jego debiut miał miejsce 28 listopada 2015 roku w wygranym 1:0 meczu z Espanyolem. Zmienił Luciano Vietto. 2 stycznia 2016 roku wchodząc z ławki strzelił zwycięskiego (i swojego pierwszego) gola dla Atletico w meczu z Levante UD.

## Sukcesy

### Atlético Madryt
- Mistrzostwo Hiszpanii: 2020/2021
- Liga Europy UEFA: 2017/2018
- Superpuchar UEFA: 2018
- Finał Ligi Mistrzów UEFA: 2015/2016

### Arsenal
- Tarcza Wspólnoty: 2023

### Indywidualne
- Drużyna roku CAF: 2018
- Piłkarz roku w Ghanie: 2018, 2019